# Tom Clancy's Ghost Recon Breakpoint
Tom Clancy's Ghost Recon Breakpoint is een tactisch schietspel ontwikkeld door Ubisoft Paris. Het spel werd uitgebracht op 4 oktober 2019 voor Windows, PlayStation 4 en Xbox One. Op 18 December 2019 werd het spel uitgebracht voor Google Stadia.

## Spel
Het spel is het 11e deel van de Tom Clancy's Ghost Recon-franchise en verwacht dat het voortborduurt op het succes van Ghost Recon Wildlands en als tweede Ghost Recon-spel zich afspeelt in een open wereld. In Ghost Recon Wildlands werd de antagonist Cole D. Walker (neergezet door Jon Bernthal) aangekondigd.

## Verhaal
In tegenstelling tot het verhaal van Wildlands, dat zich in Bolivia afspeelde, wordt er nu gekozen voor een 'klein' eiland. Op het (fictieve) eiland Auroa heeft drone-producent "Skell Technology" zich gevestigd. Auroa en Skell zijn geïnfiltreerd door ex-Ghost operators. Deze groep antagonisten noemt zich "the Wolves" en worden geleid door Cole D. Walker. Alle communicatie met de buitenwereld is afgesloten en alle drones zijn onder controle van "the Wolves", waarmee ze hun eigen plannen hebben.